# Ubi caritas
Ubi caritas è un inno il cui uso liturgico nel rito romano è previsto facoltativamente nella Messa nella Cena del Signore il Giovedì Santo durante la processione dei fedeli all'inizio della liturgia dell'eucaristica.
Nelle edizioni del Messale Romano precedenti il Concilio Vaticano II l'inno è da cantare o recitare verso la fine della lavanda dei piedi.
Oggi l'origine è attribuita a Paolino di Aquileia, mentre il testo non ha smesso di ispirare molti giovani compositori.

## Testo

### Testo latino e in italiano
Si può cantare: antifona - quattro versi - antifona, alla maniera dell'antifona in duplex per la celebrazione delle feste importanti. Il Messale Romano mantiene questa modalità, rendendo omaggio ai dodici Apostoli: antifona - versi I II III IV - antifona - versi V VI VII VIII - antifona - versi IX X XI XII - antifona.
| antifona              | latino                              | italiano                          |
| --------------------- | ----------------------------------- | --------------------------------- |
| (Paolino di Aquileia) | Ubi caritas est vera, Deus ibi est. | Dove è la carità, Dio è presente. |

Esecuzione: antifona - versetto I - antifona - versetto II - antifona - versetto III - antifona - versetto IV - antifona.
| versetto | latino | italiano |
| -------- | --- | --- |
|          | (I) Congregavit nos in unum Christi amor. (II) Exsultemus, et in ipso iucundemur. (IV) Timeamus, et amemus Deum vivum. (V) Et ex corde diligamus nos sincero. - antifona Ubi caritas (V) Simul ergo cum in unum congregamur, (VI) Ne nos mente dividamur, caveamus. (VII) Cessent iurgia maligna, cessent lites. (VIII) Et in medio nostri sit Christus Deus. - antifona Ubi caritas (IX) Simul quoque cum beatis videamus. (X) Glorianter vultum tuum, Christe Deus. (XI) Gaudium, quod est immensum atque probum, (XII) Sæcula per infinita sæculorum. | (1) L'amore di Cristo ci ha riuniti in uno solo. (2) Esultiamo e gioiamo in Lui. (3) Temiamo e amiamo il Dio vivente. (4) E con cuore sincero amiamoci gli uni gli altri. - antifona (5) Siamo quindi riuniti in uno solo: (6) Non dividere i nostri cuori. (7) Cessino la lite maligna, cessino la liti. (8) E in mezzo a noi ci sia Cristo nostro Dio. - antifona (9) Fa che noi vediamo con i beati (10) la gloria del tuo volto, o Cristo nostro Dio: (11) immensa gioia e divina, (12) Per tutti i secoli dei secoli. Amen. · . |

### Traduzioni in inglese, italiano, tedesco e slovacco
| Spartito | Testo latino | Traduzione inglese | Traduzione italiana | Traduzione tedesca | Traduzione slovacca |
| -------- | --- | --- | --- | --- | ------------------- |
|          | Ubi caritas et amor, Deus ibi est. Congregavit nos in unum Christi amor. Exsultemus, et in ipso iucundemur. Timeamus, et amemus Deum vivum. Et ex corde diligamus nos sincero. Ubi caritas et amor, Deus ibi est. Simul ergo cum in unum congregamur: Ne nos mente dividamur, caveamus. Cessent iurgia maligna, cessent lites. Et in medio nostri sit Christus Deus. Ubi caritas et amor, Deus ibi est. Simul quoque cum beatis videamus, Glorianter vultum tuum, Christe Deus: Gaudium quod est immensum, atque probum, Saecula per infinita saeculorum. Amen. | Where charity and love are, God is there. Christ's love has gathered us into one. Let us rejoice and be pleased in Him. Let us fear, and let us love the living God. And may we love each other with a sincere heart. Where charity and love are, God is there. As we are gathered into one body, Beware, lest we be divided in mind. Let evil impulses stop, let controversy cease, And may Christ our God be in our midst. Where charity and love are, God is there. And may we with the saints also, See Thy face in glory, O Christ our God: The joy that is immense and good, Unto the ages through infinite ages. Amen. | Dov'è carità e amore, lì c'è Dio. L'amore di Cristo ci ha riuniti in uno solo. Esultiamo e gioiamo in Lui. Temiamo e amiamo il Dio vivente. E con cuore sincero amiamoci gli uni gli altri. Dov'è carità e amore, lì c'è Dio. Siamo quindi riuniti in uno solo: Non dividiamo i nostri cuori. Cessino le dispute maligne, cessino le liti. E in mezzo a noi ci sia Cristo nostro Dio. Dov'è carità e amore, lì c'è Dio. Fa che noi vediamo con i beati la gloria del tuo volto, oh Cristo nostro Dio: Gioia immensa e divina, Per tutti i secoli dei secoli. Amen. | Wo Liebe und Güte sind, da ist Gott. Die Liebe Christi hat uns als eins versammelt. Lasst uns freuen und fröhlich in ihm sein. Laẞt uns fürchten und lieben den lebendigen Gott. Laẞt uns einander aufrichtig von Herzen lieben. Wo Liebe und Güte sind, da ist Gott. Da wir also zugleich zu einem versammelt sind: Nehmen wir uns in acht, dass wir nicht im Geiste getrennt werden. Üble Zänkereien mögen aufhören, die Streitigkeiten (mögen) nachlassen. Und in der Mitte von uns sei (der) Gott Christus. Wo Güte und Liebe sind, da ist Gott. Daẞ auch wir mit den Seligen schauen dein Angesicht in Herrlichkeit, Christus Gott: Die Freude, die übergroße und gute, in nie endender Ewigkeit. Amen. |                     |

## Storia

### Origine

#### Autore del testo
Secondo lo studio di Dom Edmond Mœller, l'origine dell'inno Ubi caritas è da attribuire a Paolino d'Aquileia († 802). L'attribuzione fu proposta per la prima volta da Dag Norberg nel 1954, mentre Jacques Chailley preferì, nel 1960, la Scuola di San Marziale a Limoges, in Francia. Infatti Paolino d'Aquileia aveva composto un inno religioso De caritate nel contesto del Rinascimento carolingio, ma anche ispirato al Liber regulæ pastoralis di san Gregorio Magno.
Qui colore rubro tingui bis iubetur,

Quia caritas preceptis in duobus

Constat, quibus Deus amatur, atque homo,

Ubi caritas est vera Deus ibi est.»
(De caritate (edizione critica), settima strofa di dodici.)
In quest'opera, il verso Ubi caritas funge da ritornello per tutte le strofe..
Un monaco benedettino italiano avrebbe incoraggiato la composizione, prima di servire Carlo Magno. Si ipotizza che l'opera fu composta per il Sinodo del Friuli del 796, che fu presieduto da Paolino d'Aquileia. ·  L'opera fu pubblicata prima da Karl Strecker nel 1923, poi da Dag Norberg nel 1979.

#### Manoscritti antichi
I due più antichi manoscritti di testo risalgono al IX secolo . Si tratta del manoscritto Augiensis Caroluensis CXCV dell'Abbazia di Reichenau e del manoscritto Veronensis XC di Verona.
Il testo si ritrova anche nel Graduale Brescia (sec. XI), in uso nel Duomo di Brescia. L'uso dell'Ubi caritas si affermò in Italia entro la fine di quel secolo. Un ordo dell'Abbazia Territoriale di Montecassino (sede dell'Ordine di San Benedetto dove Paolino d'Aquileia aveva iniziato la sua vita di monaco ed era un poeta molto noto nell'XI secolo) conteneva questo canto che fu eseguito alla lavanda dei piedi del Giovedì Santo Copie di questo ordo, datato fra il 1099 e il 1105, si trovano sia nella Biblioteca Apostolica Vaticana (manoscritto Urbinas latinus 585) che nella Biblioteca Mazzarina di Parigi (manoscritto 364), tanto che a quel tempo ne furono redatte molte copie e l'inno ne risultò ben diffuso. Sembra che la pratica del Giovedì Santo, detta ad Mandatum, risalga a questo ordo.
Una delle partiture più antiche di questo testo fu quella della Bibliotheca vaticana universalis che conserva i più antichi manoscritti di canto liturgico all'interno del Vaticano.. Si tratta del manoscritto nº 4750 Processionale, riservato alla processione in quanto copiato nel XII secolo. Esso riporta notazione una a due righe molto antica (che indica i due semitoni) e l'esecuzione nel Giovedì santo, nel momento della lavanda dei piedi (chiamato in latino: Mandatum). Fu proprio nel XII secolo che la lavanda dei piedi fu inserita nel Rito romano, dopo i vespri del Giovedì Santo.
Per quanto riguarda il genere musicale, si tratta di una sequenza, canto sillabico in prosa il cui testo si avvicina a quello attuale dell'antifona in versi. Probabilmente, si tratta di un canto romano antico, genere della Schola cantorum del Vaticano dal VI al XIII secolo, che fu poi sostituito dal canto gregoriano per disposizione di papa Innocenzo III. In corsivo si evidenziano le differenze rispetto al testo attuale:
| Vaticano manoscritto latino n. 4750 | Paulino d'Aquileia (originale) | Graduale di Saint-Yrieix (antico)                                                                     |
| --- | --- | --- |
| Ubi caritas et amor, ibi Deus est. Congregavit nos in unum Christi amor, Exultemus et in ipso iocundemur, Timeamus et amemus Deum vivum, Et ex corde diligamus nos sincere. | Congregavit nos in unum Christi amor, Exultemus et in ipso iocundemur, Timeamus et amemus Deum vivum, Et ex corde diligamus nos sincero. Ubi caritas est vera Deus ibi est. | Congregavit nos in unum Christi amor, Timeamus et amemus Christum Deum, Ubi caritas et amor ibi Deus. |

Il graduale della Collegiata di Saint-Yrieix-la-Perche, risalente all'XI secolo e caratterizzato da canti neogregoriani, contiene un'antifona ad Mandatum.
Un altro manoscritto degno di nota è realizzato in una notazione di quattro righe. Si tratta di un manoscritto conservato presso la Biblioteca nazionale di Francia ed è il manoscritto latino 1339 (del XIV secolo). Anche in questo caso la partitura è stata riservata al Mandatum. Ora, questa melodia, che inizia con un andamento ascendente, è comune nella sinossi stabilita da Giampaolo Ropa. È una comparazione di otto più antiche notazioni in neumi (dall'XI al XIII secolo): tre notazioni senza linea; una con una linea; tre con due righe; una su quattro righe. Nel Medioevo si cantava questa diversa melodia, mentre il canto ufficiale oggi deriverebbe da un'altra tradizione.

### Evoluzione del testo e della melodia
Fra le numerose variazioni, è significativo il cambio del primo versetto dell'antifona: Ubi caritas et amor e Ubi caritas est vera. Sebbene l'Édition Vaticane del 1908 abbia adottato il primo testo (et amor), l'edizione successiva del Concilio Vaticano II preferì il secondo testo (est vera). Nel 1923, infatti, Karl Stretcher aveva pubblicato un'edizione critica con questa lezione, testo di cui l'autore rimaneva ignoto. Sebbene il vecchio testo sia tuttora diffuso grazie a nuove composizioni del XX secolo, la Santa Sede ha deciso di adottare il testo autentico di Paolino d'Aquileia.
L'uso attuale dell'antifona è caratterizzato da tre strofe, in dodici versi. Un graduale bresciano, il manoscritto 5D (1471) fogli 193r – 203v, contiene un Ubi caritas basato su quello di Paolino d'Aquileia, con nove strofe.  L'origine delle tre strofe attuali si trova in questo manoscritto come varianti alle strofe I, III e IX. Tuttavia, notiamo che una versione ufficiale non era stata ancora fissata, perché c'era di nuovo una diversità di stanze tra i manoscritti. Il manoscritto Veronensis XC (85) da Verona, risalente al IX secolo, contiene la quasi totalità delle dodici strofe di Paolino di Aquileia (tranne la XII).
In altri manoscritti mancano alcune strofe e/o si presentano con un diverso ordine:
- Manoscritto Augiensis Caroluensis CXCV (IX secolo, Abbazia di Reichenau): I - VIII, X e XI;
- manoscritto Bruxellensis 8860 - 8867 (X secolo): strofe I, II, VI, V, IV, III, VII, X, VIII, XI e XII;
- manoscritto Bernensis 277 (X secolo): strofe I, II, VI, V, IV, III, VII, X, VIII e XI.

Questi ultimi due provenivano dall'Abbazia di San Gallo in Svizzera. È possibile che l'ultima strofa del manoscritto bernese sia andata perduta. Per quanto riguarda il manoscritto Vaticano 4750 già citato, esso contiene un numero maggiore di omissioni e di irregolarità. La composizione coincide con quella del manoscritto 606 della Biblioteca Comunale di Lucca, del XII secolo:
- Manoscritto latino Vaticano 4750 / Manoscritto Lucca 606: I, II, III, IV, VI, V (versi 1 e 2) + VII (3 e 4), VII (1 e 2) + X (3 e 4), VIII e XI.

Per quanto riguarda la melodia, il canto attuale non ha alcuna somiglianza con nessuna melodia trovata nei manoscritti più antichi, compreso quello di Montecassino. La melodia attuale inizia con uno dei codici gregoriani - do 2½ re 2½ mi- ed è caratterizzata da numerose ripetizioni. Questa composizione si trova nel Graduale di Brescia (folio 193r, 1471), conservato a Oxford. Tuttavia, le note del versetto III Timeamus e del IV Et excorde non sono identiche. La modifica mirerebbe ad iniziare ogni verso con lo stesso suono, fatto che facilita l'esecuzione in alternanza tra l'antifona Ubi caritas e il verso. Inoltre, non è certo che questa partitura sia stata cantata con la nota la bemolle.

### Riforma liturgica secondo il Concilio di Trento
Il Missale romanum peroptime ordinatu, pubblicato nel 1507, indica che prima della riforma liturgica secondo il Concilio di Trento, il rito romano prevedeva già la pratica dell'inno Ubi caritas , al termine della celebrazione del Giovedì Santo. Questa versione aveva nove stanze con il ritornello Ubi caritas et amor, Deus ibi est.
Il primo Messale romano tridentino, pubblicato nel 1570 sotto il pontificato di Pio V, specificava anche il mandatum durante il quale le antifone si susseguivano. L'Ubi caritas era riservato, come prima, alla lavanda dei piedi.
Sembra che la melodia attuale sia stata ufficializzata durante questa riforma liturgica. Questo testo ispirò scarsamente la composizione polifonica e continuò ad essere cantato in gregoriano. Tuttavia, Costanzo Antegnati compose un mottetto basato sul testo di Paolino d'Aquileia e lo pubblicò nel 1581.

### Musica classica
A differenza di molti piccoli mottetti, come il Panis angelicus, questo inno non è categorizzato come musica classica. Così, il maestro di coro Théodore Dubois († 1924) compose 34 mottetti per conto della Chiesa della Madeleine di Parigi, di cui nemmeno uno conteneva parti dell' Ubi caritas, pur avendo un certo successo.
Invece, ne L'Étranger di Vincent d'Indy  (1900) l'Ubi caritas era uno dei più importanti temi musicali di quest'opera. Il compositore usava ancora questa vecchia canzone per La légende de saint Christophe op. 67 (1915). L'inno Ubi caritas fu intenzionalmente scelto per rappresentare la carità, mentre il Credo gregoriano simboleggiava la fede.. In queste opere, la melodia Ubi caritas fungeva come uno dei leitmotiv inventati da Richard Wagner per annunciare un soggetto o un personaggio senza parole e con la sola musica.

### Riforma liturgica di Pio X e di Pio XII
Appena eletto al  soglio pontificio, san Pio X naugurò nel 1903 un'immensa riforma liturgica, con il suo motu proprio Inter pastoralis officii solicitudines. L'anno successivo organizzò una commissione pontificia incaricata di curare l'Édition Vaticane. Senza variazioni d'uso, nel Graduale romano uscito nel 1908,  l'antifona Ubi caritas era ancora riservata alla lavanda dei piedi, senza connessione con la messa. Nella sua riforma della Settimana Santa, san Pio XII permise nel 1955 di inserire tale funzione nella Messa nella Cena del Signore dopo l'omelia, riforma accettata nel Messale Romano del 1962 di san Giovanni XXIII. Come parte di tale riforma, la Messa nella Cena del Signore iniziò ad essere celebrata di sera.

### Uso attuale

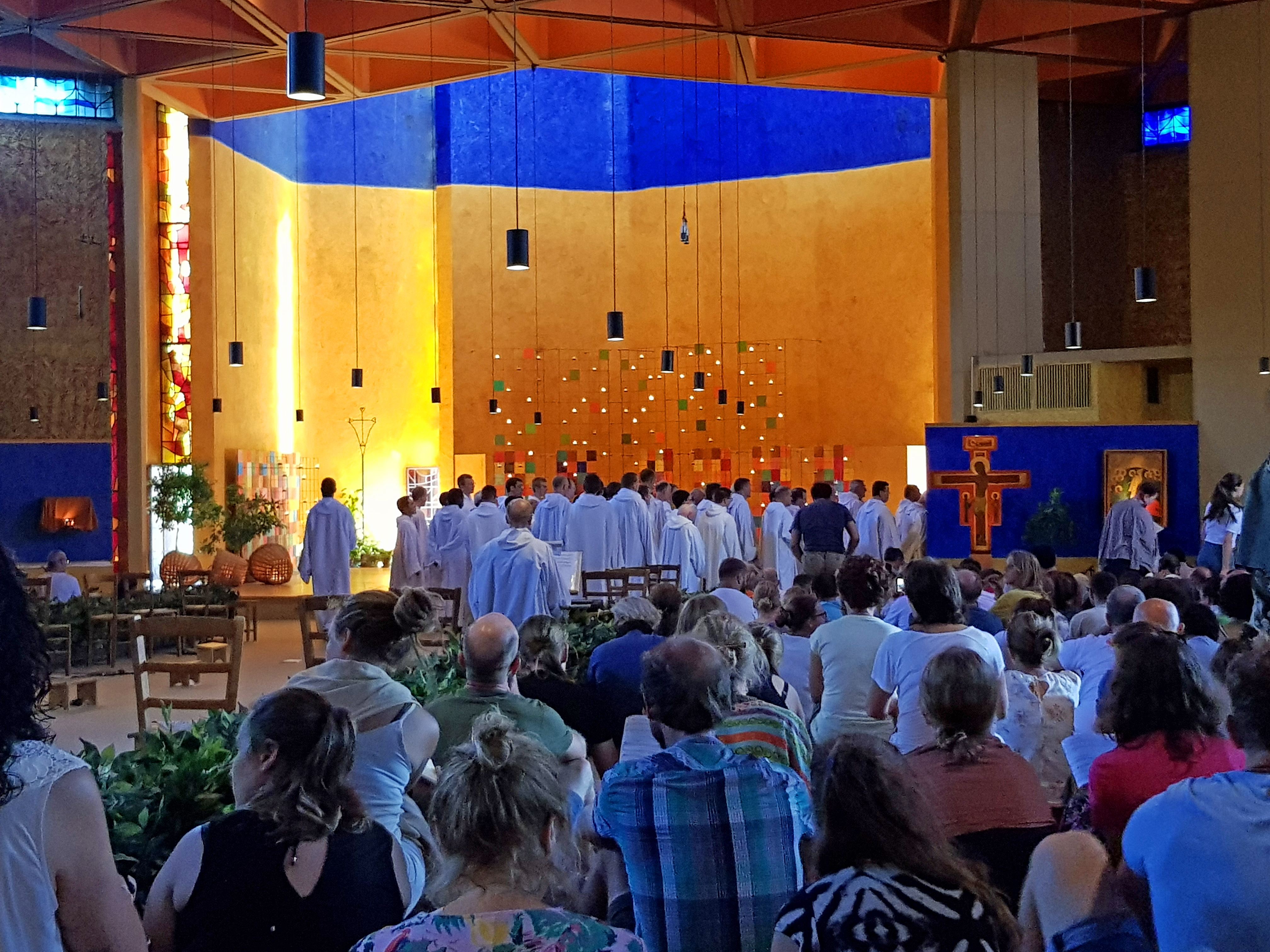
L'esecuzione dell'Ubi caritas nel giorno del Giovedì Santo divenne un fenomeno, a partire dal suo utilizzo nella Comunità di Taizé.

L'inno continua ad essere utilizzato come antifona dopo il Concilio Vaticano II. In conformità alla tradizione, questo canto viene eseguito in Vaticano durante il Giovedì santo, durante la processione dell'offertorio. Per la prima volta, fu adottato il testo di Karl Stretcher con il ritornello Ubi caritas est vera.
Oggi il testo è diventato uno dei soggetti preferiti dei giovani compositori. Nel 2011, il giovane Paul Mealor, nato a St Asaph, ne compose una melodia in occasione matrimonio del principe William con Catherine Middleton. Questo mottetto è stato ascoltato da 2,5 miliardi di persone in tutto il mondo quel giorno e poi ha scalato le classifiche negli Stati Uniti, nel Regno Unito, in Australia, in Nuova Zelanda e in Francia..
Una versione dell'Ubi caritas  fu cantata alla Comunità di Taizé. Composta da Jacques Berthier e resa pubblicanel 1978, è molto nota e cantata di frequente, soprattutto durante la lavanda dei piedi della Messa dell'Ultima Cena. Viene anche cantato in molte celebrazioni durante tutto l'anno. È probabile che il canto dell'Ubi caritas in latino, il cui testo è piuttosto breve, si adatti all'uso dei giovani devoti che apprezzano l'idea della comunità di Taizé. Non dimenticando che Maurice Duruflé aveva già composto alcuni brani nel 1960, questo fenomeno eccezionale iniziò a Taizé in Francia.

### Riferimenti
1. 1 2  Messale romano, terza edizione italiana (2020), p. 139
2. ↑  Per esempio, Messale Romano del 1962, alle pagine 155–157 Archiviato il 4 marzo 2016 in Internet Archive.
3. ↑  (Università di Ratisbona)Antiphonale Synopticum
4. ↑  cfr
5. 1 2 3 4  Liturgie latine - Mélodies grégoriennes, p. 119, Abbazia di san Pietro di Solesmes, 2005
6. 1 2  Accademia di Canto Gregoriano (LA)
7. ↑  Si veda anche la versione ufficiale del Vaticano (2020) : foglietto della Messa del Giovedì santo del 9 aprile 2020:  spartito online (p. 21) (PDF), su vatican.va.
8. ↑  si veda anche Schola Sancte Scolasticæ (Regno Unito)
9. ↑  Secondo le basi di dati del CNRS francese Pascal e Francis: link
10. 1 2 3 4 5  Ronald G. Witt, The Two Latin Cultures and the Foudantion of Renaissance Humanisme in Medieval Italy, Cambridge University Press 2012 (EN)  p. 20-21
11. ↑  Karl Joseph von Hefele, Histoire des conciles d'après les documents originaux (755 - 870), 1870 p. 143
12. ↑  Biblioteca Bodleiana (EN)
13. ↑  Calendario liturgico annuale di una congregazione o di una diocesi.
14. ↑  et cantent versum Ubi caritas et amor. Citato in Thomas Forrest Kelly, The Ordinal of Montecassino and Benevento: Breviarium Sive Ordo Officiorum, 11th Century, p. 376, 2008
15. ↑  Commissione francese delle missioni scientifiche e letterarie, Archives des missions scientifiques et littéraires, tomo I, n. 1, a cura di Félix Danjou, Imprimerie Nationale, Parigi, 1801, p. 640
16. 1 2 3 4  Congregazione per il Culto Divino e la Disciplina dei Sacramenti, Commentaire au Décret In missa in Cena Domini
17. ↑  N. Cloet, De la restauration du chant liturgique, ou ce qui est à faire pour arriver à posséder le meilleur chant romain possible, 1852 p. 36
18. 1 2  Revue de la musique religieuse, populaire et classique, tomo III, 1847 pp. 268-269
19. ↑  Università del Texas ad Austin (EN)
20. ↑  Archivi della Biblioteca nazionale di Francia
21. ↑   Testo del manoscritto, su gallica.bnf.fr.
22. ↑  Graduale romanum 1908, p. 175
23. 1 2  Annibale Bugnini et le reste, La réforme de la liturgie (1948 - 1975), 2015, p. 667, nota n. 1049
24. ↑  https://books.google.fr/books?id=RJmEBDLKzuoC&pg=PR72
25. ↑  Archivi della BNF
26. ↑  A. Durand et fils, Cours de composition musicale, Libro 3 Vincent d'Indy, Auguste Sérieyx, 1950 pp. 211, 220 e 223
27. ↑   Graduale romanum (PDF), su schola-sainte-cecile.com, 1908,  17-176.
28. ↑  Gareth Malone, Voices (SATB) (EN)  p. 151
29. ↑  Scheda bibliografica su BNF
30. ↑  Missel des Dimanches 2019, Fleurus, Parigi, 2019 p. 349
31. ↑  Ubi caritas - Taize